# Дроздов, Антон Викторович
Антон Викторович Дроздов (род. 4 октября 1964, Москва, РСФСР, СССР) — российский государственный деятель, экономист. Председатель правления Пенсионного фонда Российской Федерации (17 июля 2008 — 22 января 2020). Заместитель министра финансов Российской Федерации (22 января 2020 — 5 февраля 2021). Действительный государственный советник Российской Федерации 1 класса.

## Биография
В 1986 году окончил Московский финансовый институт по специальности «экономист» и поступил на работу в Минфин СССР на должность экономиста.
В 1988-1989 годах служил в армии, после чего вернулся в Минфин СССР на должность ведущего экономиста отдела финансово-социального развития.
В 1992 году назначен начальником отдела управления валютно-финансового регулирования Минфина РФ.
В 1993-1994 годах — начальник валютно-экономического управления «Рострабанка».
В 1994 году назначен заместителем начальника главного управления федерального казначейства Минфина России.
С 1999 года — сотрудник аппарата правительства РФ. В период с 1999 по 2003 год был начальником департамента финансов и денежно-кредитного регулирования и начальником департамента финансов.
26 апреля 2004 года Дроздов был назначен директором департамента экономики и финансов аппарата Правительства Российской Федерации под руководством Дмитрия Козака. В этом качестве в сентябре 2007 года был на заседании правительства подвергнут критике премьер-министром РФ Виктором Зубковым, после чего направлен на Сахалин, где в кратчайшие сроки решил вопрос перечисления средств региону, пострадавшему от разрушительного землетрясения.
17 июля 2008 года подписано распоряжение Правительства РФ N 1018-р о назначении Дроздова на должность председателя правления ПФР. За время руководства Дроздова ПФР произошёл переход от единого социального налога к страховым взносам на пенсионное обеспечение, администратором которых стал ПФР. Фонд осуществил ряд программ: валоризация пенсионных накоплений граждан, софинансирования будущих пенсионных накоплений, переход к беззаявительному перерасчету пенсий работающих пенсионеров и беззаявительному продлению прав на получение монетизированных льгот.
В августе 2018 года, выступая с телеобращением к россиянам по поводу пенсионной реформы, президент РФ В. В. Путин подверг критике расточительность руководства Пенсионного фонда: «Они слишком размахнулись со своими апартаментами. Людей это раздражает. И я это также поддерживаю».
22 января 2020 года, был освобожден от должности председателя правления Пенсионного фонда Российской Федерации председателем Правительства Михаилом Мишустиным, и в тот же день был назначен заместителем министра финансов Российской Федерации.
5 февраля 2021 года освобожден от должности заместителя Министра Финансов Российской Федерации в связи с сокращением. Соответствующий указ подписал председатель Правительства РФ Михаил Мишустин. С 4 февраля 2021 года — советник ПАО «Промсвязьбанк».
Награждён государственной медалью «В память 850‑летия Москвы» и орденом Почёта Южной Осетии (2009). Женат, есть дочь и сын.

## Обвинения в коррупции
Согласно расследованию Фонда борьбы с коррупцией Алексея Навального Антон Дроздов и его ближайшие родственники обладают собственностью, рыночная стоимость которой оценивается примерно в 970 миллионов рублей, что не сопоставимо с официально задекларированным доходом Дроздова и его жены за последние 9 лет, составляющим менее 79 миллионов рублей. Данная собственность включает в себя 3 квартиры в центральных районах Москвы, а также загородный дом в районе Рублёво-Успенского шоссе
Среднемесячная зарплата Дроздова в 2018 году составляет, по официальным данным, 300 тысяч рублей. При этом Дроздов оплачивал по 2,5 миллиона рублей в год за обучение своих двух детей в Московской экономической школе. Его старшая дочь стала студенткой престижного Сент-Эндрюсского университета в Шотландии, где некогда учился наследник британской короны принц Уильям. Стоимость обучения в шотландском университете в год составляет 1,5 миллиона рублей без учёта расходов на жильё и прочие нужды. Данные факты вызвали вопросы общественности о том, как расходы Дроздова соотносятся с его легальными доходами.